# (73338) 2002 JS111
(73338) 2002 JS111 – planetoida z pasa głównego asteroid okrążająca Słońce w ciągu 3,38 lat w średniej odległości 2,25 j.a. Odkryta 11 maja 2002 roku.